# Berlin, Massachusetts
Berlin är en kommun (town) i Worcester County i delstaten Massachusetts, USA. Vid 2020 års folkräkning hade kommunen 3 158 invånare.